# Frederick Hamilton-Temple-Blackwood, 1.º Marquês de Dufferin e Ava
Frederick Hamilton-Temple-Blackwood, 1.º Marquês de Dufferin e Ava KP GCB GCSI GCMG GCIE PC (Florença, 21 de junho de 1826 – Bangor, 12 de fevereiro de 1902) foi um diplomata e funcionário publico britânico. Durante sua juventude ele foi uma figura popular na corte da rainha Vitória, a quem serviu como cavalheiro de companhia, tornando-se conhecido do público geral após publicar um relato sobre suas viagens pela América do Norte.
Sua duradoura carreira na diplomacia começou em 1860 como comissário britânico na Síria otomana, onde habilmente manteve os interesses do Reino Unido ao mesmo tempo que impediu que a França transformasse o Mutasarrifato do Monte Líbano em um estado cliente. Depois disso ele serviu como Chanceler do Ducado de Lencastre e vice-Secretário de Estado para Guerra. Dufferin foi nomeado Governador-geral do Canadá em 1872, aprofundando os laços imperiais com o Domínio, e alcançou o pináculo de sua carreira em 1884 ao tornar-se Vice-rei e Governador-geral da Índia.
Dufferin se aposentou em 1896, com seus últimos anos sendo marcados por tragédias pessoais e infortúnio. Seu filho mais velho Archibald, Conde de Ava, foi morto durante a Segunda Guerra dos Bôeres, enquanto seu quarto filho Frederick foi gravemente ferido. Ele também foi presidente de uma firma de mineração, porém esta faliu por causa de estelionato, apesar de dele não ter nenhum conhecimento dessas ações. Dufferin morreu aos 75 anos em 1902.